# 35. nordlige breddekreds
Den 35. nordlige breddekreds (eller 35 grader nordlig bredde) er en breddekreds, der ligger 35 grader nord for ækvator. Den løber gennem Afrika, Middelhavet, Asien, Stillehavet, Nordamerika og Atlanterhavet.